# Usmon Toshev
Usmon Toshev (Buxoro, RSS de Uzbekistán, 23 de septiembre de 1965) es un exfutbolista y entrenador de fútbol uzbeco que jugó en la posición de centrocampista. Actualmente está sin club.

## Carrer

### Club
| Periodo   | Club               | Apariciones | Goles |
| --------- | ------------------ | ----------- | ----- |
| 1985-1987 | Zarafshon Navoi    | 52          | 2     |
| 1988      | Pakhtakor Tashkent | 12          | 0     |
| 1989-1991 | Nurafshon Buxoro   | 7           | 14    |
| 1992      | FK Atommash        | 8           | 0     |
| 1992      | Nurafshon Buxoro   | 11          | 0     |
| 1992–1993 | Szolnok            | 28          | 2     |
| 1994–1998 | FK Buxoro          | 114         | 10    |
| 1998      | Keratsini FC       | 16          | 1     |
| 1999      | FK Buxoro          | 29          | 1     |

### Selección nacional
Jugó para Uzbekistán en dos ocasiones en 1994 sin anotar goles ante Tayikistán y Kirguistán.

### Entrenador
| Periodo   | Club                |
| --------- | ------------------- |
| 2000-2008 | FK Buxoro           |
| 2008      | Nasaf Qarshi        |
| 2008      | Shurtan Guzar       |
| 2009-2011 | FC Spartak Tashkent |
| 2012      | Nasaf Qarshi        |
| 2013      | Spartak Buxoro      |
| 2014-2015 | De Maiwand Atalan   |
| 2017      | FK Andijon          |
| 2018      | Uzbekistán sub-17   |
| 2018      | Toofaan Harirod FC  |
| 2018-2021 | Tayikistán          |
| 2018-2021 | Tayikistán sub-23   |
| 2021      | FK Buxoro           |
| 2023      | Uzbekistán sub-17   |
| 2024-2025 | Afganistán          |

## Logros
- Liga Premier de Afganistán (1): 2018